# Darcey
Darcey ist eine französische Gemeinde mit 332 Einwohnern (Stand 1. Januar 2022) im Département Côte-d’Or in der Region Bourgogne-Franche-Comté. Sie gehört zum Arrondissement Montbard und zum gleichnamigen Kanton Montbard.

## Lage
Die Gemeinde liegt rund 19 Kilometer südöstlich von Montbard am Ufer des Flusses Vau, der im Gemeindegebiet in die Oze mündet.
Nachbargemeinden sind La Villeneuve-les-Convers im Norden, Frôlois im Nordosten, Corpoyer-la-Chapelle und Frôlois im Osten, Gissey-sous-Flavigny im Südosten, Flavigny-sur-Ozerain im Süden, Grésigny-Sainte-Reine im Südwesten und Bussy-le-Grand im Westen.

## Weblinks

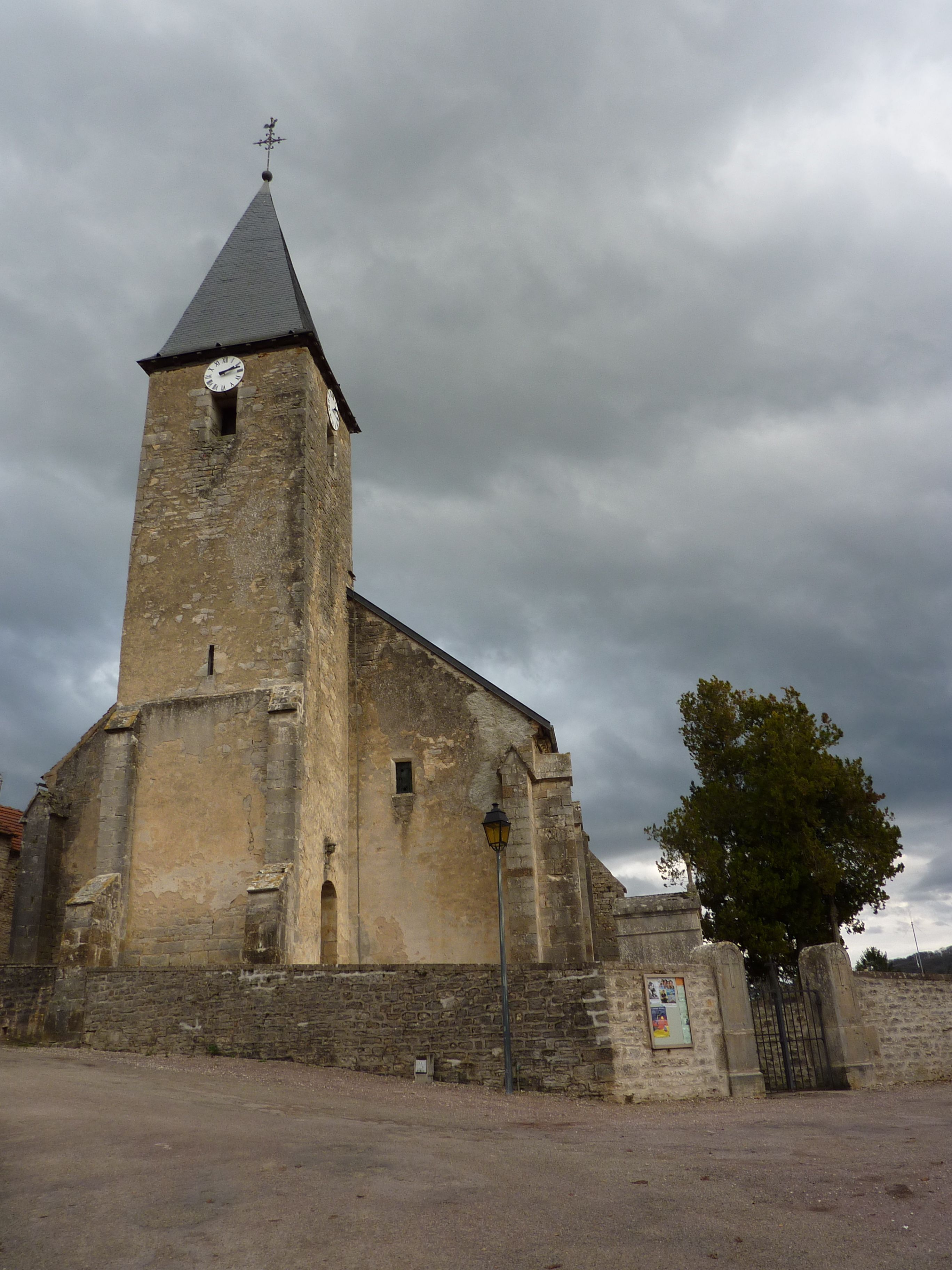
Kirche Saint-Bénigne, seit 1947 ein Monument historique

## Bevölkerungsentwicklung
| Jahr                       | 1962 | 1968 | 1975 | 1982 | 1990 | 1999 | 2008 | 2015 |
| -------------------------- | ---- | ---- | ---- | ---- | ---- | ---- | ---- | ---- |
| Einwohner                  | 411  | 437  | 394  | 336  | 328  | 301  | 336  | 336  |
| Quellen: Cassini und INSEE |      |      |      |      |      |      |      |      |